# Олексюк Мирослав Миронович
Миросла́в Миро́нович Олексю́к (6 червня 1925, с. Пониква, нині Бродівський район, Львівська область— 28 квітня 1998, м. Львів)— український вчений, філософ, директор інституту суспільних наук АН УРСР (1964—1973).

## Біографія
Мирослав Миронович Олексюк народився 6 червня 1925 року в селі Пониква Бродівського повіту Львівського воєводства (нині — Бродівський район Львівської області). Навчався у Бродівській гімназії. З початком Німецько-радянської війни в червні 1941 року разом із батьками евакуйований у місто Ташкент. Того самого року вступив на навчання в авіаційне училище. У 1944 році став членом КПРС.
У 1945 році брав участь в бойових діях проти Японії.
Після закінчення другої світової війни повертається у місто Львів, де у 1950 році закінчив філологічний факультет Львівського університету.
У 1953 році став викладачем на катедрі філософії Львівського університету і 26 травня 1955 року захистив кандидатську дисертацію «Суспільно-політичні та філософські погляди Лесі Українки», здобувши вчену ступінь кандидата філософських наук.
У 1963 році йому було присуджено науковий ступінь доктора філософії, а у 1964 році займає посаду директора Львівського інституту суспільних наук, замінивши на цій посаді академіка Крип'якевича І. П.
Своєрідним підсумком діяльности інституту цього періоду стала праця під назвою «Торжество історичної справедливости. Закономірність возз'єднання західноукраїнських земель у єдиній Українській радянській державі». В написанні книги, відповідальним редактором якої був тодішній директор інституту, філософ Мирослав Олексюк, взяла участь більшість провідних науковців усіх відділів. Незважаючи на досить-таки непривабливу назву, це був перший великий за обсягом і насичений фактами нарис історії всіх західноукраїнських земель у загальноукраїнському контексті. Книжка була дозволена до видання у ті роки, коли вождь комуністичного Китаю Мао Цзедун у розпалі конфлікту з радянськими лідерами заявив, що СРСР завжди був агресором і свого часу насильно захопив від Польщі, Чехословаччини та Румунії «їхні» землі: йшлося про Галичину, Західну Волинь, Закарпаття і Буковину. Єдиним способом довести законність поширення влади СРСР на цій території було заперечення слушності претензій Польщі, Румунії та інших держав на панування в західних українських землях. Ця ідея, звичайно ж, була близькою і авторам книги, навіть тим, хто розумів злочинність методів радянських «визволителів». Вже на першій сторінці книги, випущеної видавництвом Львівського університету, в передмові від редакційної колегії підкреслювалося: "Специфікою історичного розвитку українського народу була довготривала роз'єднаність його земель. Так, західноукраїнські землі протягом багатьох століть перебували під гнітом різних іноземних держав. Для історичного обґрунтування анексії цих земель правлячі кола окупаційних держав поширювали різні псевдонаукові концепції про «неукраїнський характер західних регіонів України», про «незрілість українського народу» до «самостійного життя» і навіть заперечували саме існування української нації. Ці концепції стосуються всіх частин західноукраїнських земель Галичини, Волині, Закарпаття та Буковини.
Попри те, що до редакційної колегії для застрашування від можливих репресій було включено і двох партійних функціонерів, у керівні інстанції посипалися доноси про націоналістичний характер цієї книги, «замовчування» чи «применшування» «благотворного» впливу Росії на Україну, говорилося навіть про «популяризацію в книзі ідей українських буржуазних націоналістів». Політичні звинувачення авторів з ряду причин не призвели тоді до репресій, зокрема можна припустити небажання тодішнього партійного керівництва області взяти на себе провину за дозвіл на вихід «шкідливої», з точки зору консервативних кіл у партії, книги. Зовсім іншою була би реакція верхів, якщо б книга вийшла не в 1968 р., а через чотири роки: з 1973 р. репресії посипалися на твори значно «невинніші» з політичного огляду.
В травні 1973 року М. Олексюка було звинувачено в українському буржуазному націоналізмі й усунено з посади директора Львівського інституту суспільних наук та переведено на посаду завідувача відділу критики антикомунізму тієї ж установи. Офіційна мотивація звільнення була за так звану «засміченість кадрів», а також за те, що він у позитивному плані писав про українського соціалістичного діяча і політика Володимира Левинського, не знаючи про його націоналістичні «збочення». Деякі звільнення були особливо невмотивованими, і це наводило ще більший страх: якщо карають зовсім невинних, то якої ж кари сподіватися за реальну «провину», навіть найменшу.

## Громадська діяльність
У 1957 році Мирослава Олексюка обрано депутатом Львівської міської ради 6 скликання по виборчому округу № 130.

## Основні праці
М. Олексюк автор значної кількості праць з історії філософії, зокрема:
- Суспільно-політичні погляди Лесі Українки
- Філософсько-атеїстичні погляди Степана Тудора
- Розвиток філософської думки на західноукраїнських землях в 20-30-х роках
- Боротьба матеріалізму проти ідеалізму в домарксистській філософії
- Боротьба філософських течій на західноукраїнських землях у 20-х — 30-х роках XX ст.
- Торжество історичної справедливості

## Нагороди
- Медаль «За відвагу»
- Медаль «За перемогу над Японією»
- Орден Великої вітчизняної війни 2-ї ступеня
- Орден Трудового червоного прапора.